# Real McCoy

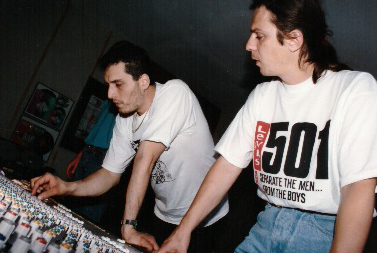
Frank Hassas & Juergen Wind

Real McCoy (początkowo M.C. Sar & The Real McCoy) – niemiecki zespół muzyczny grający muzykę eurodance.

## Historia

### Początki
Zespół Real McCoy został założony przez rapera i producenta Olaf „O-Jay” Jeglitza. Po wydaniu własnym nakładem (tj. Freshline Records) kilku solowych singli w Niemczech pod różnymi pseudonimami (m.in. The Alliance i The Admirers), w grudniu 1989 roku jego wersja utworu „Pump Up The Jam” Technotronic trafiła na 16. miejsce na niemieckich listach przebojów. Przed wydaniem singla zaczął współpracę z Juergenem Windem. W trakcie tworzenia kolejnego singla, „It's On You”, do zespołu dołączyli: wokalista Patsy Petersen i raper Shampro. Utwór został wydany w 1990 roku i trafił na 11. miejsce niemieckich list przebojów. Niedługo potem wydany został debiutancki album studyjny grupy, zatytułowany On The Move.

### 1992-1996:Another Night
Real McCoy wydali jeszcze 4 single ("Don't Stop”, „Make A Move”, „Let's Talk About Love” i „No Showbo"), ale żaden z nich nie powtórzył sukcesu piosenek „It's On You” czy „Pump Up The Jam – Rap". O grupie ucichło do 1992 roku, kiedy to poznali Davida Brunnera, szefa A&R w Hansa Records, z którym pod koniec roku zespół podpisał kontrakt płytowy. Brunner zainteresował się zespołem po wysłuchaniu ich utworu „Another Night”, jednak zalecił formacji nagranie nowej wersji numeru, tym razem bez wokalu Petersen, którą zastąpiła podczas sesji Karin Kasara. Jeglitz miał zostać męską częścią duetu „M.C. Sar & The Real McCoy". Nowe wydanie singla „Another Night” trafiło na 18. miejsce niemieckich list przebojów oraz zyskało zainteresowanie w Europie.
Podczas nagrywania teledysku do piosenki Vanessa Mason stworzyła z mężczyznami trio, w 1994 roku singiel dotarł do 3. miejsca amerykańskiej listy przebojów magazynu Billboard oraz na szczyt notowania CHR/Pop Airplay chart magazynu Radio & Records z 11 lutego 1995 roku. Kolejny utwór zespołu, „Automatic Lover”, trafił na 52. miejsce na amerykańskiej liście przebojów, 10. w Wielkiej Brytanii oraz 5. w Australii. Kolejny singiel zespołu, „Run Away”, trafił na szczyt list przebojów w Australii, 3. miejsce w USA oraz 6. w |Wielkiej Brytanii. W 1995 roku zespół wydał kolejny album, zatytułowany Another Night, który przyniósł Real McCoyowi tytuł Najlepszego debiutu podczas ceremonii wręczenia Nagród Amerykańskiej Agencji Fonograficznej. Niedługo potem Petersen opuściła grupę i została zastąpiona przez Lisę Cork.

### Od 1997:One More Time, nowy skład
W 1997 roku Real McCoy powrócił z nowym singlem i albumem zatytułowanym One More Time. Krążek współtworzony był z amerykańskim autorem tekstów i producentem Brentem Argovitzem, dzięki któremu Cork została członkinią zespołu. Singel wydany został w wielu krajach w formacie winylu i CD maxi single. Tytułowy utwór trafił na 27. miejsce amerykańskiej listy przebojów, doczekał się także łącznie 18 remiksów. Niedługo po tym muzycy zdecydowali się zakończyć etap wspólnego nagrywania piosenek. W 1999 roku postanowiono stworzyć nowy skład formacji. Jason, Gabi i Ginger nagrali nową wersję piosenki „It's On You” z 1990 roku, która zawierała rapowe fragmenty wykonane przez „O-Jaya”. Utwór wydano w Niemczech, Austrii i Szwajcarii. W 2000 roku trio wydało piosenkę „Hey Now”, pierwszą bez partii rapowej Jeglitza. Raper zajął się produkcją i remiksowaniem dla kilku niemieckich artystów, takich jak Yvonne Catterfeld, B3, Daniel Küblböck czy ATC. 
W 2006 roku McCoy wystąpił w barwach Polski z zespołem Ich Troje podczas 56. Konkursu Piosenki Eurowizji z utworem „Follow My Heart”. Piosenka nie zakwalifikowała się do finału, zajmując 11. miejsce w rundzie półfinałowej.
Na początku 2007 roku O-Jay otworzył nową wytwórnię muzyczną Phears Music, której partnerem dystrybucyjnym została firma SonyBMG. Niedługo potem wydał singiel „People Are Still Having Sex”, będący coverem piosenki Latour.
W lipcu 2008 roku utwór „Another Night” trafił na 91. miejsce notowania The Billboard Hot 100 All-Time Top Songs.

## Dyskografia

### Albumy studyjne
| 1990                                       | On the Move! - Wydany: 1990 - Wytwórnia: Galaxis - Format: CD, kaseta, winyl              | — | —  | — |              |
| 1994                                       | Space Invaders - Wydany: 24 sierpnia 1994 - Wytwórnia: Hansis - Format: CD, kaseta, winyl | — | —  | — |              |
| 1995                                       | Another Night - Wydany: 14 marca 1995 - Wytwórnia: Arista Records - Format: CD, kaseta    | 6 | 13 | 6 | CAN: Platyna |
| 1997                                       | One More Time - Wydany: 1997 - Wytwórnia: BMG - Format: CD, kaseta, winyl                 | — | 79 | — |              |
| „—” oznacza, że pozycja nie była notowana. |                                                                                           |   |    |   |              |

### Single
| 1989                                            | "Pump Up the Jam"                 | —  | —  | —  | 16 | —  | 100 | —  | —  | —  | —  | —         |                        | On the Move!  |
| 1990                                            | "It's on You"                     | —  | 4  | 8  | 11 | —  | 3   | —  | 8  | —  | —  | —         | FRA: Srebro            |               |
| "Don't Stop"                                    | —                                 | —  | 19 | 41 | —  | 23 | —   | —  | —  | —  | —  |           |                        |               |
| "Make a Move"                                   | —                                 | —  | —  | —  | —  | —  | —   | 29 | —  | —  | —  |           |                        |               |
| 1992                                            | "Let's Talk About Love"           | —  | —  | —  | —  | —  | —   | —  | —  | —  | —  | —         |                        | -             |
| "No Showbo"                                     | —                                 | —  | —  | —  | —  | —  | —   | —  | —  | —  | —  |           |                        |               |
| 1993                                            | "Another Night"                   | 1  | 30 | 20 | 18 | 6  | 13  | 16 | 42 | 22 | 2  | 3         | UK: Srebro US: Platyna | Another Night |
| 1994                                            | "Automatic Lover (Call for Love)" | 18 | —  | 38 | 20 | —  | —   | 44 | 32 | 19 | 58 | 52        |                        |               |
| "Run Away"                                      | 4                                 | 24 | —  | 22 | 5  | 33 | 6   | 25 | 11 | 6  | 3  | US: Złoto |                        |               |
| 1995                                            | "Love and Devotion"               | 7  | 16 | —  | 37 | 16 | 24  | 28 | —  | 16 | 11 | —         |                        |               |
| "Come and Get Your Love"                        | 18                                | —  | —  | 53 | 22 | 37 | 8   | —  | —  | 19 | 19 |           |                        |               |
| "Sleeping with an Angel/Ooh Boy"                | —                                 | —  | —  | —  | —  | —  | —   | —  | —  | —  | —  |           |                        |               |
| 1997                                            | "One More Time"                   | 3  | —  | —  | 85 | —  | —   | —  | —  | —  | 81 | 27        | AUS: Platyna           | One More Time |
| "I Wanna Come (With You)"                       | 82                                | —  | —  | —  | —  | —  | —   | —  | —  | —  | —  |           |                        |               |
| "(If You're Not in It for Love) I'm Outta Here" | —                                 | —  | —  | —  | —  | —  | —   | —  | —  | —  | —  |           |                        |               |
| 1998                                            | "Pump Up the Jam '98"             | —  | —  | —  | —  | —  | —   | —  | —  | —  | —  | —         |                        | -             |
| 1999                                            | "It's on You '99"                 | —  | —  | —  | —  | —  | —   | —  | —  | —  | —  | —         |                        |               |
| 2000                                            | "Hey Now"                         | —  | —  | —  | —  | —  | —   | —  | —  | —  | —  | —         |                        |               |
| 2007                                            | "People Are Still Having Sex"     | —  | —  | —  | —  | —  | —   | —  | —  | —  | —  | —         |                        |               |
| „—” oznacza, że pozycja nie była notowana       |                                   |    |    |    |    |    |     |    |    |    |    |           |                        |               |